# Langona maindroni
Langona maindroni là một loài nhện trong họ Salticidae.
Loài này thuộc chi Langona. Langona maindroni được Eugène Simon miêu tả năm 1886.